# The Messenger (canción)
«The Messenger» —en español: «El mensajero»— es la última pista del cuarto álbum de estudio de la banda de rock estadounidense Linkin Park, A Thousand Suns.

## Trasfondo
«The Messenger» es una pista acústica básica que presenta solo voces, guitarra acústica, piano y electrónica sutil. También es la canción final de A Thousand Suns. Es la primera canción de Linkin Park que utiliza acordes abiertos sobre powerchords y cejillas. Fue tan simple de grabar como lo es en la superficie; no doblaron las voces ni le hicieron mucha edición. La interpretación en bruto es lo que querían tener en el tema. Chester Bennington afirma que la voz de la canción le llegó inmediatamente cuando escuchó los primeros acordes, lo cual es raro para él. Las primeras líneas de la demostración fueron «Eres un niño con tantas opciones. Las más difíciles siempre nos hacen llorar», lo que hizo que Chester decidiera escribir la canción como un mensaje para sus hijos. Dave Farrell explicó su posición al final del disco como un alejamiento de la confusión del resto de la canción, de modo que el álbum termina con una nota personal y pacífica.
En el DVD Meeting Of A Thousand Suns, se puede ver una demostración de «The Messenger» con un coro que presta la canción.

## Interpretaciones en vivo
«The Messenger» debutó en el segundo show completo del ciclo A Thousand Suns en Buenos Aires, y fue tocado con la instrumentación extra de Rob Bourdon, quien tocó la batería sobre el final de la canción. Chester también dirigió con frecuencia a la multitud en un canto largo durante el final de la canción. Además, Brad añadía una cejilla en el traste 8 para que la canción fuera más fácil para Chester, aunque Chester, cuando tocaba la canción en solitario, ocasionalmente movía la cejilla para que fuera aún más fácil para él. La canción solo se incluyó en el set A-1, siguiendo a «The Catalyst» en el bis. También se tocó después de «The Catalyst» en el setlist único de Madrid. Chester cantó «No Woman, No Cry» sobre la introducción de la canción en el espectáculo en Tel Aviv, y dirigió a la multitud en un canto para Brad en el espectáculo en Brisbane. Mantuvo su posición en el set A durante la gira norteamericana de 2011, pero se agregó antes de «Iridescent» en San José. «The Messenger» solo se tocó una vez más como «actuación completa», en el show de Los Ángeles, donde abrió el bis a favor de «Empty Spaces» y «When They Come For Me». Sin embargo, en A Thousand Horizons, incluso en Tokio, Chester cantó «The Messenger» sobre un instrumental pregrabado. No se ha tocado en un show de Linkin Park desde entonces.
Si bien no se ha incluido en la lista de canciones de un espectáculo desde el ciclo A Thousand Suns, la banda la toca de vez en cuando, cuando se trata de presentaciones acústicas, principalmente en LPU Summits. «The Messenger» se ha tocado acústicamente en la cumbre 1, 2, 4 y 6. Chester también interpretó la canción por separado de Linkin Park en múltiples ocasiones. Se incluyó en el decorado de la actuación de Dead By Sunrise en la gala Stars of the Season. Interpretó la canción solo en el programa MusiCares MAP Fund Benefit de 2011, en su LPU Chat de 2012 y para la estación de radio X103.9 en 2013. También interpretó la canción con Phoenix para la apertura del Primary Children's Medical Center en Salt Lake City, Utah.
En el espectáculo conmemorativo de Chester Bennington, «The Messenger» se incluyó dos veces: se interpretó un arreglo de banda completo y abreviado de la canción como parte de la introducción antes de «Iridescent» y el estribillo se incluyó en el puente de «Bleed It Out», con Mike liderando a la multitud en un sing-a-long.

## Personal
- Chester Bennington - voz
- Brad Delson - Guitarra acústica, coros
- Mike Shinoda - piano, coros, teclados
- Rob Bourdon - coros
- Joe Hahn - coros
- Dave Farrell - coros